# Friedenskirche (Düsseldorf)

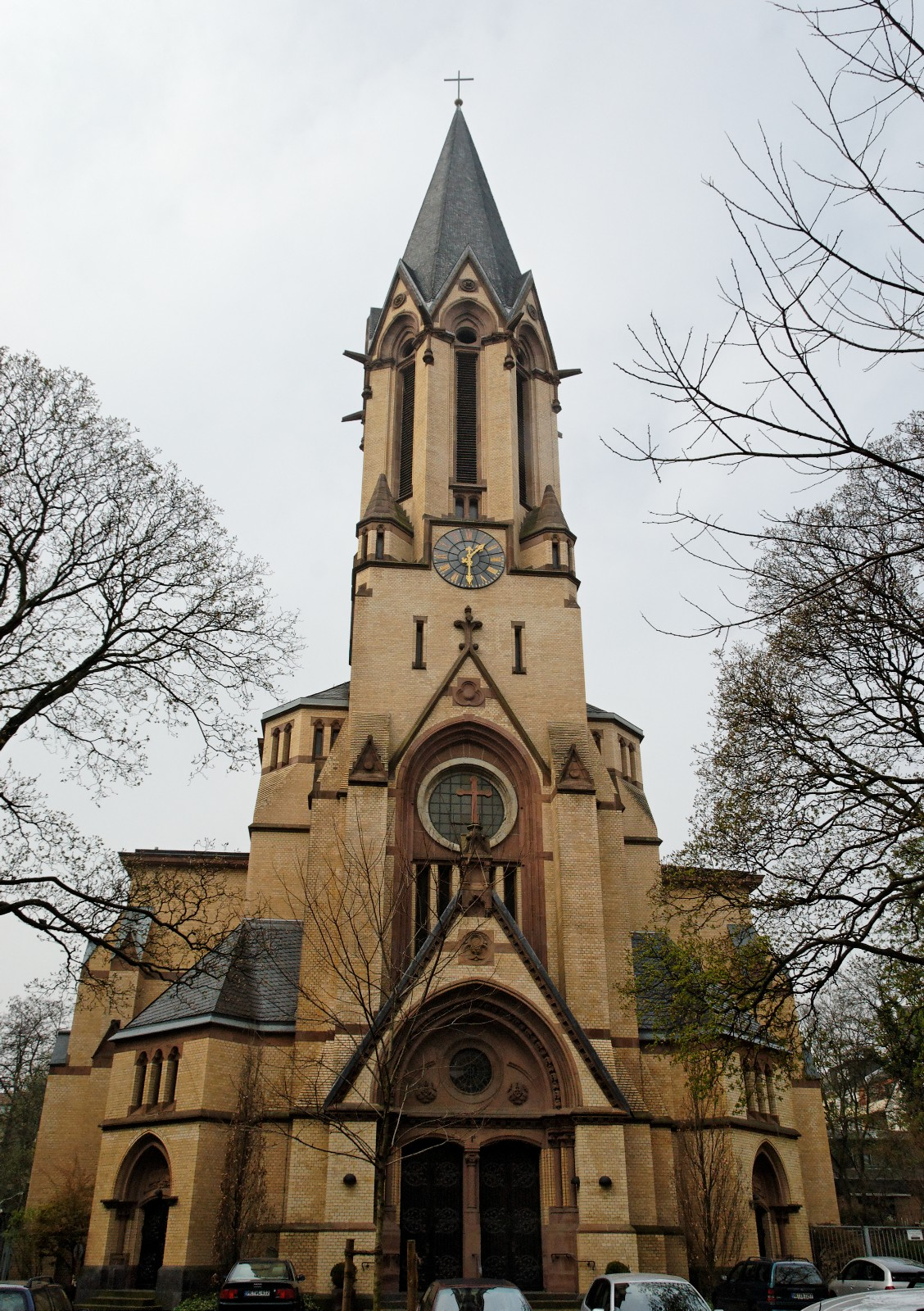
Friedenskirche

Die Friedenskirche ist eine 1899 eingeweihte evangelische Kirche an der Florastraße im Düsseldorfer Stadtteil Unterbilk. Ihre neugotische Architektur ist typisch für Sakralbauten des Historismus, auch wenn das Gebäude nach Kriegsschäden in vielen Teilen verändert bzw. vereinfacht wurde.

## Geschichte
Kaum elf Jahre nach Einweihung der Johanneskirche stand die evangelische Kirchengemeinde Düsseldorf wegen des enormen Bevölkerungswachstums vor der Notwendigkeit, weitere Kirchen bauen zu müssen. Sinnvoll erschienen Standorte in den damaligen „Außenbezirken“ der Stadt wie in Unterbilk und Oberbilk. 1892 erwarb die Gemeinde zwei Grundstücke, davon eines an der Florastraße in Unterbilk.
Für beide Standorte wurden zeitgleich im Sommer 1893 zwei Architektenwettbewerbe ausgelobt, die für Teilnehmer aus ganz Deutschland offen waren. Für Unterbilk wurde vom Preisgericht ein Entwurf des Leipziger Architekten Anton Käppler (1856–1928) mit dem 1. Preis ausgezeichnet. Käppler hatte eine Zentralkirche mit Vierungsturm entworfen, die Gemeinde konnte sich aber letztlich nicht für die Bauausführung dieser nach damaligen (lokalen) Maßstäben relativ modernen Lösung entscheiden. Stattdessen wurde der Architekt, der für die Oberbilker Kirche den 1. Preis errungen hatte, mit einem konventionelleren Entwurf beauftragt. Dieser Architekt, Georg Weidenbach, war nicht nur ebenfalls in Leipzig ansässig, sondern hatte dort sogar einige Jahre lang ein Architekturbüro in Sozietät mit Anton Käppler betrieben. Weidenbachs alternativer Entwurf war im Sommer 1894 baureif und wurde von der Gemeinde angenommen.
Dennoch wurde zunächst statt der Kirche im Auftrag des Vereins für Innere Mission an der nahe gelegenen Konenstraße ein Vereinshaus nach Entwurf des Düsseldorfer Architekten Hermann vom Endt gebaut, das 1896 fertiggestellt und für drei Jahre auch als provisorische Gottesdienststätte genutzt wurde.
Die Friedenskirche wurde erst daran anschließend 1896–1899 unter der künstlerischen Oberleitung Weidenbachs und der örtlichen Bauleitung durch den Architekten Moritz Korn erbaut. Sie hat einen rechteckigen, fast quadratischen Grundriss, der in der Quer- und Längsrichtung in drei Joche eingeteilt war. Im Chorbogen wurde bei Fertigstellung des Kirchenbaus 1899 ein fünf Meter hohes Kruzifix aufgehängt. Der Kirchenbau hat einen Glockenturm, der bis zur Höhe des Kirchenschiffdachs einen quadratischen, darüber einen achteckigen Querschnitt hat.
Die Kirche wurde im Zweiten Weltkrieg beim Luftangriff vom 11./12. Juni 1943 weitgehend zerstört, lediglich die Sakristei wies nur geringe Schäden auf. Der Wiederaufbau erfolgte bis zum Jahr 1953, allerdings in etwas vereinfachter Form. Die Innenausstattung stammt aus den 1950er Jahren.

## Ausstattung

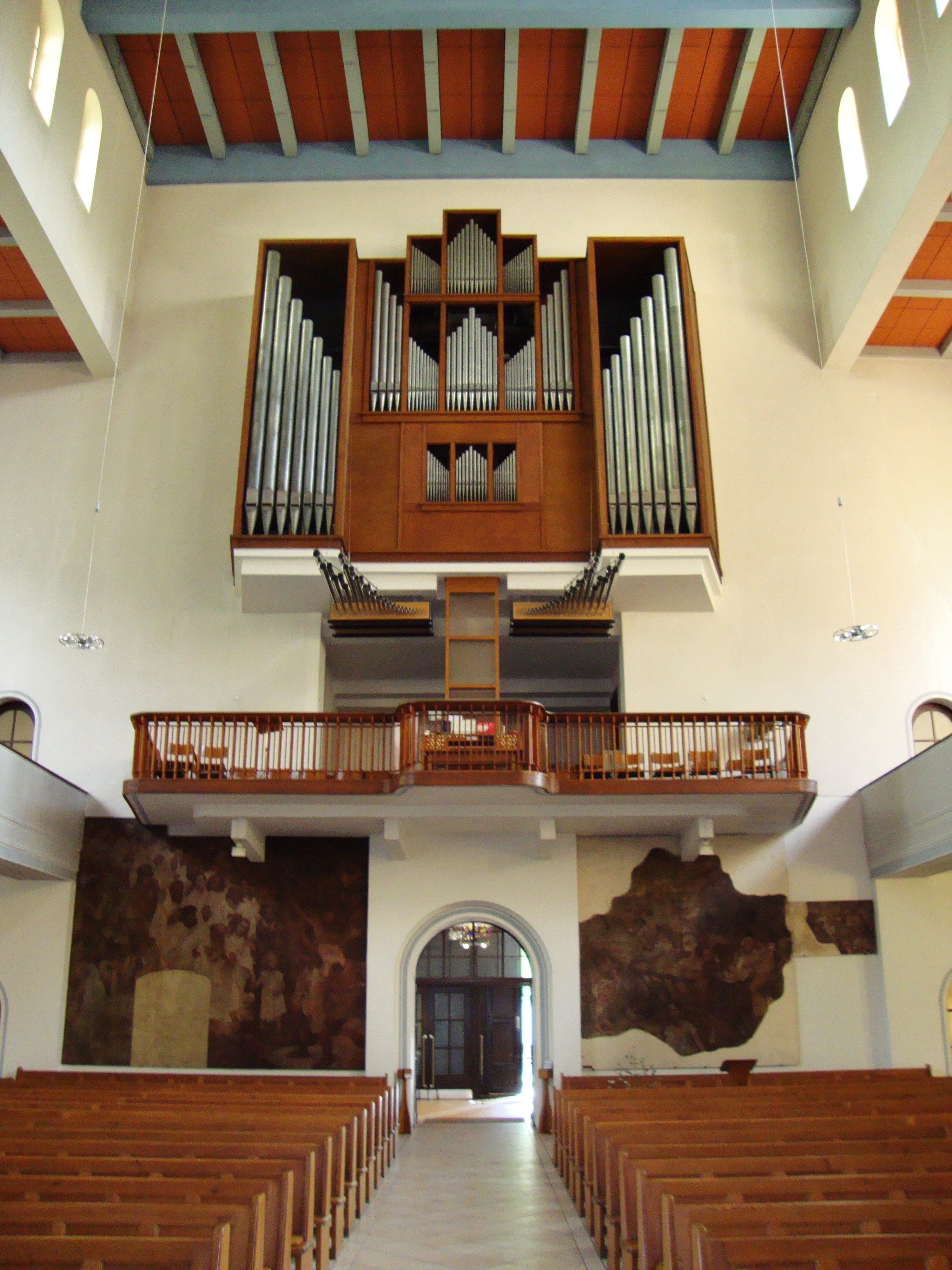
Orgel in der Friedenskirche, darunter die Fragmente der Wandmalerei von Eduard von Gebhardt

### Ausmalung

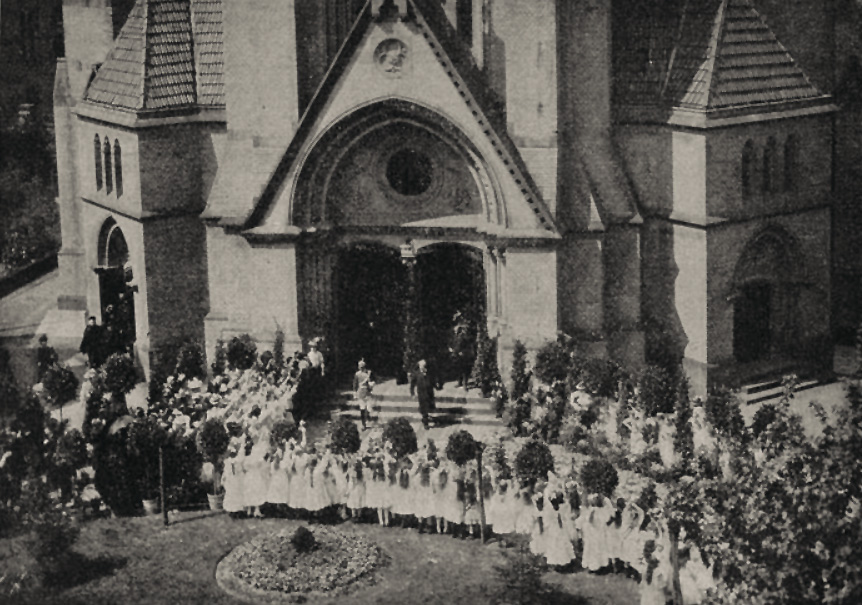
Kronprinz und Oberbürgermeister Marx am 11. Mai 1907, nach der Übergabe der Wandgemälde von Gebhardt in der Kirche

Wegen ihrer Ausmalung war die Friedenskirche weit über die Stadtgrenzen hinaus bekannt, sie galt „sonderlich innen als ein glänzendes Bauwerk“ und „das namentlich durch die Wandgemälde Eduard von Gebhardts“.
Diese Ausmalung wurde im Jahre 1898 im Auftrag und auf Rechnung des preußischen Staates von Professor Eduard von Gebhardt angefertigt und umfasste einen Zyklus von Bildern aus der biblischen Geschichte. Damit sollte der „deutschen Kunst nicht nur eine neue religiöse, sondern auch eine ausgesprochen und typisch protestantische Kirchenmalerei“ gegeben werden. Im Jahre 1907 wurden die Wandgemälde mit einem Festakt und Anwesenheit des Kronprinz Friedrich Wilhelm der evangelischen Gemeinde übergeben.
Links und rechts des Chores befanden sich zwei große Wandbilder, links die Taufe im Jordan und rechts die Verklärung Christi. Die beiden Fresken waren verbunden durch den Chorbogen mit dem Apostale. Über dem Schlussstein des Chorbogens malte er als „Symbol der Einsetzung des alten Bundes den Regenbogen hinter der zum Schwur erhobenen Hand Gottes und aus Wolken hervorschwebend die Gestalten von Tag und Nacht“. Dem Chor gegenüber an der Orgelwand befand sich das Gemälde Bergpredigt. Die kleinen Felder der Seitenwände zwischen den Fenstern schmückte der Künstler als „Vermittlung mit Begebenheiten aus dem Leben der bedeutendsten Männer des Alten und Neuen Testaments, Moses und Christus“, auf der einen Seite „Moses und der feurige Strauch“, „Moses zertrümmert die Gesetzetafeln“, „Moses schlägt Wasser aus dem Stein“ sowie „Der Tod von Moses“ und auf der anderen Seite „Christus Einzug in Jerusalem“, „Die Tempelreinigung“, „Das Abendmahl“ und „Christus im Garten Getsemane“.
Die Wandmalereien haben sich nur in Fragmenten erhalten, so Teile der Johannestaufe, der Bergpredigt und des Brennenden Dornbuschs.

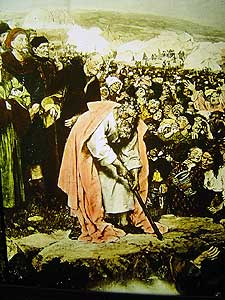
„Moses schlägt Wasser aus dem Stein“
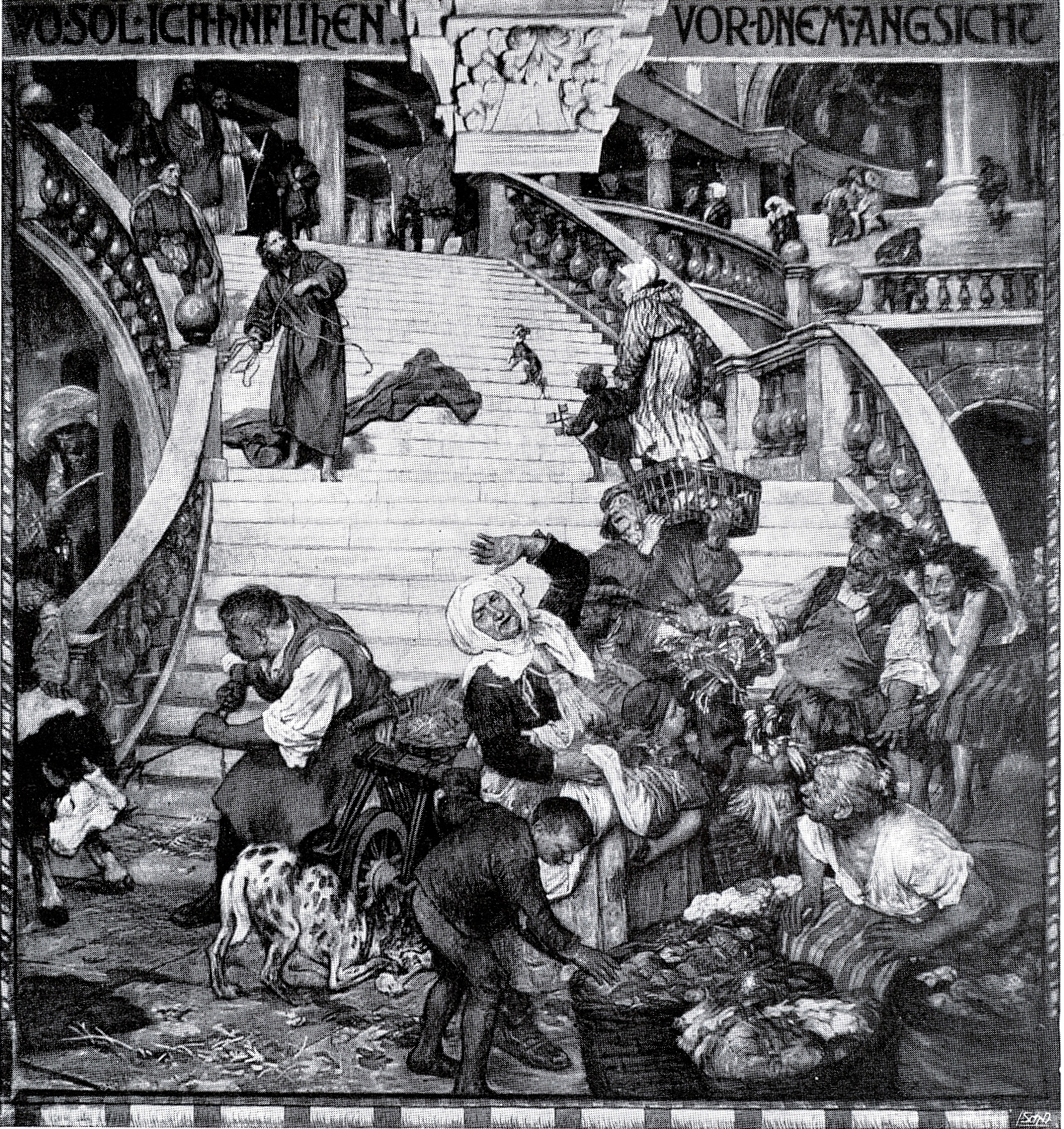
„Die Tempelreinigung“
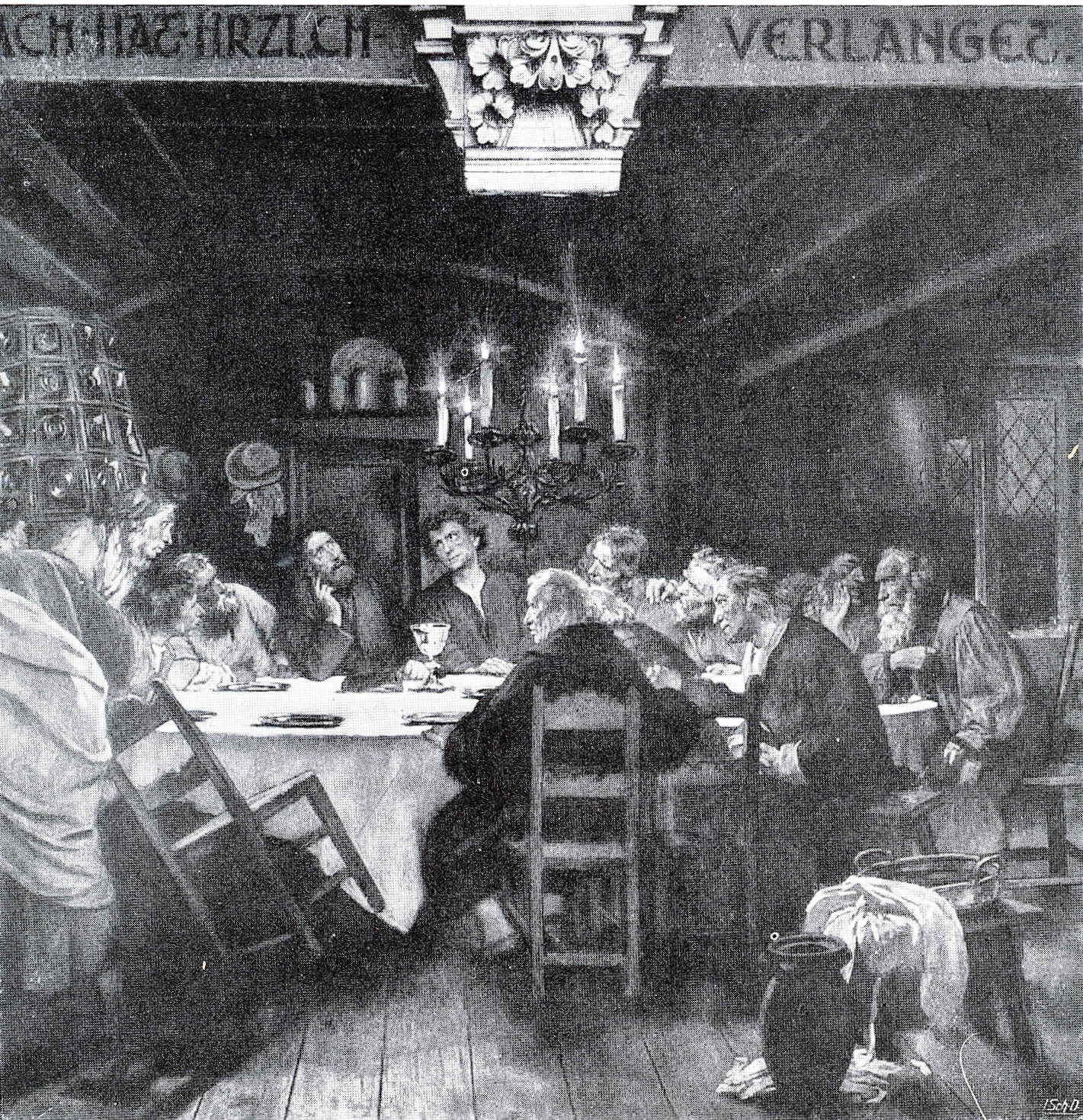
„Das Abendmahl“
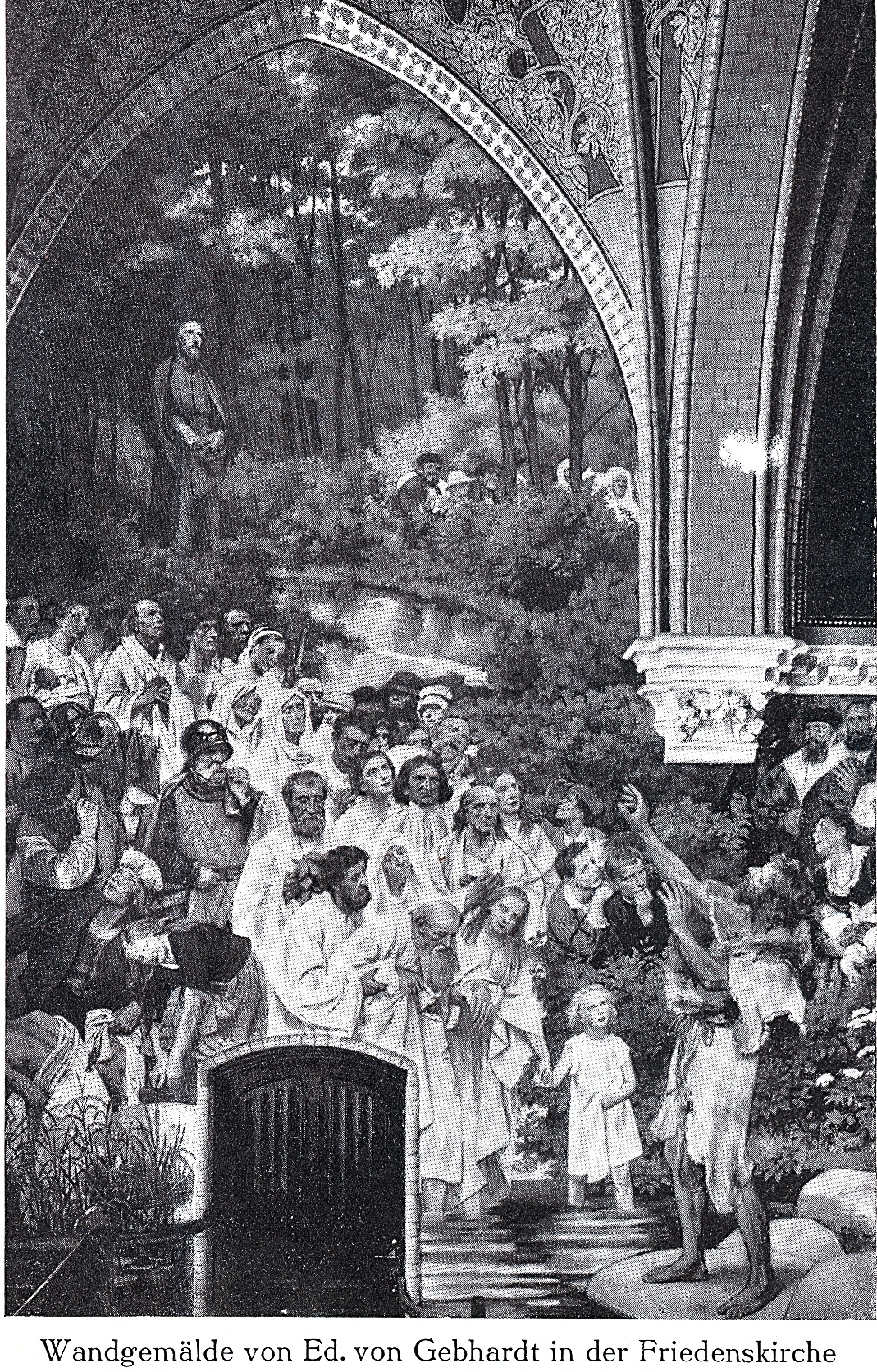
„Die Taufe im Jordan“
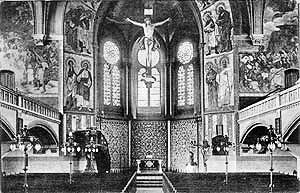
Chor mit Kruzifix des Bildhauers Heinz Müller
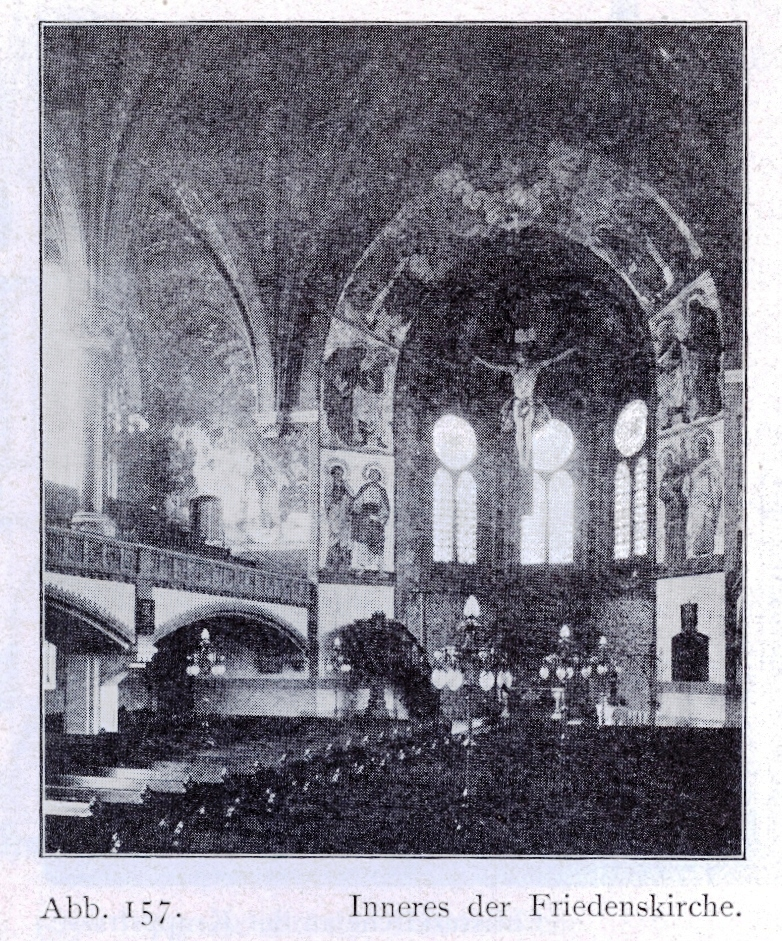

### Fenster
1899 hatten die Düsseldorfer Glasmaler Gassen und Blaschke die bleiverglasten Fenster nach Motiven aus dem Altenberger Dom bemalt. Nach der Zerstörung im Krieg erhielten die drei Chorfenster im Jahre 1954 eine Glasmosaikarbeit des Breslauer Künstlers Martin Domke (1911–2005): Johannes der Täufer, Der auferstandene Christus und Der Apostel Paulus.

### Orgel
Die Orgel der Friedenskirche wurde 1955 von Rudolf von Beckerath (Hamburg) mit 34 Registern auf drei Manualen und Pedal in einem schlichten Orgelgehäuse erbaut. In den Jahren 2006–2007 wurde das Instrument durch Hans-Ulrich Erbslöh (Hamburg) restauriert. In diesem Zusammenhang wurde die Disposition erweitert, insbesondere um ein an alle Manuale und das Pedal frei ankoppelbares Auxiliarwerk. Das Instrument hat mechanische Spieltrakturen. Die Registertrakturen sind elektrisch.
| I Positiv C–g3 |             |    |
| 1.             | Holzgedackt | 8  |
| 2.             | Blockflöte  | 4' |
| 3.             | Prinzipal   | 2' |
| 4.             | Oktave      | 1' |
| 5.             | Terzian II  |    |
| 6.             | Scharf III  |    |
| 7.             | Krummhorn   | 8' |
|                | Tremulant   |    |

| II Hauptwerk C–g3 |            |       |
| 8.                | Bordun     | 16′   |
| 9.                | Prinzipal  | 8′    |
| 10.               | Rohrflöte  | 8′    |
| 11.               | Oktave     | 4′    |
| 12.               | Spielflöte | 4′    |
| 13.               | Nasat      | 2 ⁄3′ |
| 14.               | Oktave     | 2′    |
| 15.               | Mixtur VI  | 1 ⁄3′ |
| 16.               | Trompete   | 8′    |

| III Oberwerk C–g3 |                |       |
| 17.               | Gedackt        | 8′    |
| 18.               | Quintadena     | 8′    |
| 19.               | Prinzipal      | 4′    |
| 20.               | Rohrflöte      | 4′    |
| 21.               | Kleinflöte     | 2′    |
| 22.               | Quinte         | 1 ⁄3′ |
| 23.               | Sesquialter II | 2 ⁄3′ |
| 24.               | Scharf IV      | 1′    |
| 25.               | Dulzian        | 8′    |
|                   | Tremulant      |       |

| Auxiliarwerk C–g3 |         |     |
| 26.               | Chamade | 16′ |
| 27.               | Chamade | 8′  |
| 28.               | Chamade | 4′  |

| Pedal C–f1 |                 |     |
| 29.        | Untersatz       | 32′ |
| 30.        | Prinzipal       | 16′ |
| 31.        | Oktave          | 8′  |
| 32.        | Oktave          | 4′  |
| 33.        | Nachthorn       | 2′  |
| 34.        | Rauschpfeife II |     |
| 35.        | Pedalmixtur VI  | 2′  |
| 36.        | Posaune         | 16′ |
| 37.        | Trompete        | 8′  |
| 38.        | Trompete        | 4′  |

- Koppeln:
  - Normalkoppeln: I/II, III/II, I/P, II/P, III/P (mechanisch); I/II, III/I, III/II, I/P, II/P, III/P (elektrisch)
  - Superoktavkoppeln: I/I, I/II, III/I, III/II, III/III, III/P
  - Suboktavkoppeln: I/I, I/II, III/I, III/II, III/III
- Spielhilfen: 10.000-fache Setzeranlage, Replay-Anlage mit Speicherungsmöglichkeit (USB)

### Glocken
Die drei Glocken wurden im Jahre 1924 vom Bochumer Verein aus Gussstahl gegossen. Die Schlagtöne der Glocken sind b0, des1 und es1. Sie ersetzen das ursprüngliche vierstimmige Bronzegeläut, das bis auf die kleinste Glocke im Ersten Weltkrieg eingeschmolzen wurde. Die verbliebene Glocke gab man für das Gussstahlgeläut in Zahlung.